# Grb Antigve i Barbude
Grb Antigve i Barbude prihvaćen je 1967. godine. Na vrhu grba je ananas, po kojem je ova otočna država poznata, a tu je još nekoliko biljaka: crveni hibiskus, šećerna trska te juka.
U sredini grba je štit s izlazećim suncem na crnoj pozadini, koja predstavlja afričko podrijetlo većine stanovnika države. Na dnu štita je šećerana, a s lijeve i desne strane je po jedan jelen. Na dnu grba je natpis "Each endeavouring, all achieving" ("Ako se svatko trudi, svi će uspjeti"), krilatica države.